# کلی سیبلی
کلی سیبلی (انگلیسی: Kelly Sibley؛ زادهٔ ۲۱ مهٔ ۱۹۸۸) یک بازیکن تنیس روی میز اهل بریتانیا است.